# کیت براون
کاترین براون (به انگلیسی: Katherine "Kate" Brown) زاده ۱۹۶۰؛ سی‌وهشتمین فرماندار ایالت اورگن از ایالات متحده امریکا است که در حال حاضر فرماندار نیز است.